# Lac Dubray
Pour les articles homonymes, voir Dubray.
Le lac Dubray est un plan d’eau douce constituant le plan d'eau de tête de la rivière de la Grande Loutre, coulant dans Passes-Dangereuses (territoire non organisé), dans la municipalité régionale de comté (MRC), dans la région administrative du Saguenay-Lac-Saint-Jean, dans la province de Québec, au Canada. Le lac Dubray est situé dans la réserve faunique des Lacs-Albanel-Mistassini-et-Waconichi.
La vallée de la rivière Mistassini est desservie par la route R0206 venant du Sud qui passe entre le lac Dubray et le lac de Bransac.
La surface du lac Dubray est habituellement gelée de la fin octobre au début mai, toutefois la circulation sécuritaire sur la glace se fait généralement de la mi-novembre à la fin d'avril.

## Géographie
Les principaux bassins versants voisins du lac Dubray sont :
- côté nord : lac Fayel, lac Blanot, rivière Témiscamie, lac Bussy, lac Auxillon ;
- côté est : lac de Bransac, lac Palairet, rivière de la Grande Loutre, rivière Péribonka, rivière Savane ;
- côté sud : rivière Mistassini, lac Richaume ;
- côté ouest : lac Témiscamie, lac Caouachigamau, rivière Témiscamie, rivière des Cinq Outardes, ruisseau Tait, lac Albanel, rivière Takwa.

Le lac Dubray comporte une superficie de 17,2 km2, une longueur de 5,3 km, une largeur maximale de 3,8 km et une altitude de 553 m.
Le lac Dubray est situé entièrement en zone forestière. Il comporte les caractéristiques suivantes :
- 10 petites îles ;
- une presqu’île rattachée à la rive Nord s’étirant vers le Sud sur 2,0 km qui délimite la baie du Nord-Est s’étirant sur 1,5 km et la baie du Nord-Ouest s’étirant sur 1,7 km ;
- une baie s’étirant sur 1,7 km vers l’Est, formant un lac non identifié (longueur : 1,6 km en parallèle à la rive Est du lac Dubray ; cette baie reçoit la décharge (venant de l’Est) du lac de Bransac ;
- une baie s’étirant sur 7,0 km vers le Sud. Un sommet de montagne de 705 m est situé à 1,5 km à l’Ouest de cette baie ; un autre sommet de 689 m est situé à 2,5 km à l’Est de cette baie[1].

L’embouchure du lac Dubray est située à :
- 54,7 km au Nord-Ouest du lac Onistagane lequel est traversé par la rivière Péribonka ;
- 28,4 km au Sud-Ouest d’une courbe du cours de la rivière Péribonka ;
- 32,3 km au Sud-Ouest de l’embouchure de la rivière de la Grande Loutre (confluence avec la rivière Péribonka) ;
- 144,7 km au Nord-Ouest du barrage à l’embouchure du lac Péribonka ;
- 153,6 km au Nord-Ouest du centre du village de Chute-des-Passes[2].

À partir de l’embouchure du lac Dubray, le courant descend consécutivement le cours de la rivière de la Grande Loutre sur 58 km, le cours de la rivière Péribonka sur 345,5 km vers le Sud, traverse le lac Saint-Jean sur 29,3 km vers l’Est, puis emprunte le cours de la rivière Saguenay vers l’Est sur 155 km jusqu'à la hauteur de Tadoussac où il conflue avec le fleuve Saint-Laurent.

## Toponymie
Le terme « Dubray » constitue un patronyme de famille d'origine française.
Le toponyme « lac Dubray » a été officialisé le 27 février 1970 par la Commission de toponymie du Québec.